# Luigi Gusmaroli
Luigi Gusmaroli (Mantova, 28 maggio 1811 – La Maddalena, 28 febbraio 1872) è stato un patriota e religioso italiano.

## Biografia
Proveniente da famiglia agiata, fu da questa avviato agli studi ecclesiastici divenendo parroco nel mantovano.
Animato da ideali patriottici ed impegnato nel comitato segreto della sua provincia, per seguire Garibaldi abbandonò il sacerdozio, restando sempre molto legato all'eroe per tutto il resto della vita e seguendolo nelle successive vicende belliche. Prese parte alla Spedizione dei Mille e dopo lo sbarco a Marsala fece parte del Quartier Generale come addetto assieme a Cenni, Bandi, Gargiotti, Elia, Schiaffino e Stagnetti. Il Bandi racconta che durante il viaggio a bordo del Lombardo per passare il tempo Gusmaroli giocasse a carte con la moglie di Francesco Crispi. 
Cesare Abba lo descriveva come una persona un po’ curva, di piccola taglia, tarchiato e con passo da marinaio, lunghi capelli bianchi e barba modellata come quella di Garibaldi, somigliando non poco a quest’ultimo quando avesse avuto venti anni in più. Tale somiglianza indusse i volontari siciliani a scambiarlo per il vero Garibaldi, come accadrà successivamente nel continente con Peard, altro “sosia” di Garibaldi.  Il Gusmaroli, nonostante l’età era spesso in prima linea e al ritiro di Garibaldi a Caprera lo seguì stabilendosi nell’isola de La Maddalena dove morì con Garibaldi, che alla sepoltura fece leggere un discorso di elogio con qualche venatura anti-clericale.